# 郭文跃
郭文跃（1965年12月—），安徽桐城人，中国石油大学（华东）教授。

## 生平
1989年本科毕业于安徽师范大学物理系，1995年、1998年先后在中国科学院安徽光学精密机械研究所获硕士和博士学位。2000年至2002年在香港科技大学任高级研究助理。1998年起于中国石油大学（华东）任教，2003年晋升教授，历任中国石油大学（华东）物理系主任，物理科学与技术学院院长，理学院院长，材料科学与工程学院院长等职。

## 学术贡献
主要从事重质油结构分析、气相金属有机化学等研究工作。主持国家自然科学基金项目等科研项目10余项，发表学术论文100余篇。2003年入选“教育部优秀青年教师资助计划”，2005年入选“教育部新世纪优秀人才支持计划”。